# Млада Босна
Млада Босна е революционна политическа младежка организация, основана през 1904 г. Наименованието си организацията заимства от „Млада Италия“ на Джузепе Мадзини. Тя е сръбски аналог множеството младежки революционни организации, възникнали в Европа от края на 19-и и началото на 20 век, с нескритото намерение да реформират обществени отношения на Стария континент.
Основател и главен идеолог е сръбският националист, интелектуалец и революционер Владимир Гачинович. Организацията си поставя за цел е да се бори срещу окупирането и последвалото анексиране на провинция Босна и Херцеговина от Австро-Унгария и присъединяването ѝ към кралство Сърбия, заедно с други южнославянски територии. „Млада Босна“ се бори за национално, политческо, социално и културно освобождение на сърбите, живеещи в различни държави на Балканите, и тяхното обединение в един народ и създаването на „Велика Сърбия“. Младежкото формирование търси подкрепа от Сръбското правителство и получава такава от тайната сръбска военна организация „Черната ръка“, като действа като нейно фактическо подразделение.
„Млада Босна“ под ръководството и с подкрепата на „Черната ръка“ замисля терористични актове срещу представителите на австро-унгарската администрация в анексираните територии. Планира на първо време покушението срещу губернатора на Босна и Херцеговина ген. Оскар Потиорек. При новините за посещението на височайши гости в Сараево, бързо пренасочва намеренията си и организира атентата срещу австрийскя престолонаследник Франц Фердинанд и съпругата му в Сараево на Видовден, 28 юни 1914 г., което се превръща във формален повод за започване на Първата световна война. В атентата пряко вземат участие седмина нейни членове: Данило Илич, Мухамед Мехмедбашич, Васо Чубрилович, Неделко Чабринович, Цветко Попович, Трифко Грабеж и Гаврило Принцип, като на дело успяват да се проявят само двама: Неделко Чабринович, който хвърля гранатата по австрийския кортеж, и Гаврило Принцип, който стреля с пистолет и убива ерцхерцога и съпругата му.
Най-изявеното ядро организацията са: Лазар Джукич, Велко Чубрилович, Недьо Керович, Михайло Йованович, Яков Милович, Митар Керович, Нечо Керович, Иво Караничевич, Бранко Загорац, Марко Перин, Цвиян Степанович, Йаков Милович и Марко Перин и др. Неин член в младостта си е дори писателят нобелист Иво Андрич.
След атентата „Млада Босна“ е забранена и разформирована. През октомври в Сараево се провежда съдебен процес, на който голяма част от членовете ѝ са осъдени, някои получават крайната мярка – обесване, но на повечето им предстои да излежават дългогодишни присъди по затворите. Немалка част от младежите, болни от туберкулоза, не дочакват и края на световната война. От съдебния процес се отървава само Мухамед Мехмедбашич, който своевременно успява да избяга в Черна гора, а оттам в други европейски страни.
Присъдите, получени от младобосненците след процеса през октомври 1914 г. са както следва:
| Име                | Присъда                                                                                      |
| ------------------ | -------------------------------------------------------------------------------------------- |
| Данило Илич        | Обесване (екзекутиран на 3 февруари 1915)                                                    |
| Велко Чубрилович   | Обесване (екзекутиран на 3 февруари 1915)                                                    |
| Михайло Йованович  | Обесване (екзекутиран на 3 февруари 1915)                                                    |
| Недко Керович      | Обесване; заменено с 20 г. затвор от кайзера Франц Йосиф по препоръка на финансовия министър |
| Яков Милович       | Обесване; заменено с 20 г. затвор от кайзера Франц Йосиф по препоръка на финансовия министър |
| Митар Керович      | Доживотен затвор                                                                             |
| Гаврило Принцип    | 20 години                                                                                    |
| Неделко Чабринович | 20 години                                                                                    |
| Трифко Грабеж      | 20 години                                                                                    |
| Васо Чубрилович    | 16 години                                                                                    |
| Цветко Попович     | 13 години                                                                                    |
| Лазар Джукич       | 10 години                                                                                    |
| Иво Краницевич     | 10 години                                                                                    |
| Цвиян Степанович   | 7 години                                                                                     |
| Бранко Загорац     | 3 години                                                                                     |
| Марко Перин        | 3 години                                                                                     |
| Деветима други     | Оправдани                                                                                    |